# Ватиканска климатска шума
Ватиканска климатска шума (мађ. Vatikáni klímaerdő) , која ће се налазити у Националном парку Бик, у Мађарској, поклонила је Ватикану компанија за компензацију угљеника. Шума ће бити димензионисана тако да се надокнади емисија угљеника које је произвео Ватикан током 2007. године. Прихватање понуде од стране Ватикана, на церемонији 5. јула 2007, пријављено је као „чисто симболично“ и као начин да се католици охрабре да учине више на заштити планете. У оквиру пројекта није било засађено дрвеће, а компензација угљеника није материјализована.
У мају 2007. Ватикан је објавио да ће кров Дворане за публику Павла VI бити покривен фотонапонским панелима. Инсталација је званично пуштена у употребу 26. новембра 2008. године.